# Ouïandina
L'Ouïandina (en russe : Уяндина) est une rivière de Russie, en Sibérie, dans la république de Sakha, et un affluent de rive gauche du fleuve l'Indiguirka.

## Présentation
Elle est formée par la confluence des rivières Irguitchian et Baky, et est gelée d'octobre à fin mai-début juin.